# کارلوتیسم
کارلوتیسم یک جنبش سیاسی بود که بین سالهای ۱۸۰۸ و ۱۸۱۲ در نایب الملک نشین ریو دِ لا پلاتا طرفدارانی یافت. این جنبش قصد داشت کارلوتا خواکینا، اینفانته‌ی اسپانیا و ملکه پرتغال را به عنوان پادشاه خود به رسمیت بشناسد.
پس از حمله ناپلئون به اسپانیا، فرناندو هفتم، برادر کوچکتر کارلوتا، مجبور شد از سلطنت کناره‌گیری کند و تاج و تخت را به ژوزف بناپارت بدهد. اکثر اسپانیایی‌ها او را یک پادشاه قانونی نمی‌دانستند و کارلوتا، یک زن جاه طلب، گزینه ای ممکن برای حفظ سلسله سلطنتی اسپانیا به نظر می‌رسید.
کارلوتا در آن زمان در برزیل زندگی می‌کرد؛ زیرا ناپلئون پرتغال را هم تصرف کرده بود و اشراف پرتغالی به برزیل کوچیده بودند.
جنبش کارلوتیسم با مقاومت شدید بسیاری از طرف‌های درگیر مواجه شد: نایب‌الملک‌ها، دیگر مقامات اسپانیایی در قاره آمریکا، بخشی از کریولوها و بریتانیایی‌ها. این طرح هرگز اجرا نشد و هواداران آن بعداً به حمایت از استقلال کامل از اسپانیا روی آوردند.

## توسعه پیشنهاد
در سال ۱۸۰۸، دریاسالار بریتانیایی سِر سیدنی اسمیت، که نگران خطر نفوذ فرانسه در آمریکای جنوبی بود، تلاش کرد تا پدر سباستین، شاهزاده دون پدرو کارلوس، را متقاعد کند که با مادرشوهر و عمه آینده‌اش، دونا کارلوتا خواکینا ازدواج کند تا میراث دو کشور به او رسد. کارلوتا مشتاقانه از این طرح حمایت کرد و امیدوار بود که بتواند از طریق برادرزاده‌اش بر مستعمرات سابق اسپانیا حکومت یابد. ساتورنینو خوزه رودریگز پنیا و مانوئل بلگرانو نیز این پیشنهاد را از بوئنوس آیرس به کارلوتا ارائه کردند.
اگرچه ولیعهد آن زمان ژوائو پیش از این به فکر تأسیس دادگاهی برای پدرو کارلوس در بوئنوس آیرس یا یکی دیگر از نایب السلطنه‌های اسپانیا برای مقابله با نفوذ فرانسه بود، اکنون نقشه جاه طلبانه کارلوتا را تهدیدی برای پرتغال و برزیل می‌دانست و برادرزاده خود را متقاعد کرد که این پیشنهاد را رد کند. با این وجود، کارلوتا مصمم بود با پسر کوچکترش میگل به عنوان وارثش، ریودوژانیرو را ترک کند تا خود را به عنوان نایب السلطنه اسپانیا تثبیت کند. در ماه مه ۱۸۰۹، شوهرش موفق شد پروژه او را با کمک پرسی اسمیت، ششمین ویسکونت استرنگفورد، دریاسالار بریتانیایی که او را با ناوگان خود به بوئنوس آیرس می‌برد، برملا کند. در سال ۱۸۱۰، حکومت بوئنوس آیرس، در تضاد با دولت در تبعید اسپانیایی‌ها در کادیز، کارلوتا را به عنوان ملکه قانون اساسی استان‌های متحد (آرژانتین امروزی) پیشنهاد کرد. آنها می‌خواستند کارلوتا به عنوان یک پادشاه مطلقه بر سراسر قلمرو اسپانیایی حکومت کند که باعث شد بوینس آیرس پیشنهاد خود را پس بگیرد.

## پیشنهادهای مشابه
در سال ۱۸۱۶، نمایندگان بوئنوس آیرس - که از ایده و طرح اینکاها یعنی از دست دادن قدرتشان و سپردن اداره مملکت به یک دولت مرکزی در کوسکو خوششان نمی‌آمد - شاهزاده دون سباستین جوان، نوه کارلوتا را به عنوان پادشاه پیشنهاد کردند.
در سال ۱۸۱۹ کنگره به جای آن قانون اساسی اشرافی و همچنین یک سلطنت را تصویب کرد، اما شاه آن را شاهزاده لوکا (چارلز دوم، دوک پارما) معرفی کرد. تاجگذاری چارلز با شکست بوئنوس آیرس در طول نبرد سپدا ناکام ماند و یک دوره بی دولتی را آغاز کرد. شاهزاده لوکا یکی از بوربن‌های خاندان پادشاهی اسپانیا بود. نخست وزیران فرانسه، ریشلیو و دزول از طرح برهم زدن فعالیت‌های بریتانیا در منطقه حمایت کردند. این طرح پس از آن صورت گرفت که پیشنهاد بلگرانو برای تاجگذاری اینفانته فرانسیسکو دو پائولا اسپانیا، برادر پادشاه فردیناند، شکست خورد و پادشاه لوئیس هجدهم فرانسه طرح ریواداویا برای دعوت از لویی فیلیپ، دوک اورلئان را به عنوان پادشاه وتو کرد.

## کتابشناسی
- Calmon, Pedro. História de D. Pedro II. 5 v. Rio de Janeiro: J. Olympio, 1975. (به پرتغالی)
- Macaulay, Neill. Dom Pedro I: a luta pela liberdade no Brasil e em Portugal, 1798-1834. Rio de Janeiro: Record, 1993. شابک ‎۸۵۰۱۰۳۸۶۵۲[[ISBN (identifier)|ISBN 8501038652 (به پرتغالی)
  - Dom Pedro: the struggle for liberty in Brazil and Portugal, 1798–1834 (1986, شابک ‎۹۷۸-۰-۸۲۲۳-۰۶۸۱-۸)

الگو:Viceroyalty of the Río de la Plataالگو:Manuel Belgrano